# 金户凛
金户凛（日语：／ Kaneto Rin，2003年7月18日—），日本女子跳水运动员，2018年跳水大奖赛新加坡站女子10米跳台金牌得主、2022年世界游泳锦标赛女子双人3米跳板银牌得主、2025年世界游泳锦标赛混合团体铜牌得主。